# Veo cómo cantas (programa de televisión uruguayo)
Veo cómo cantas es un concurso de talentos uruguayo basado en formato surcoreano I Can See Your Voice, y estrenado el 8 de abril de 2024 por Teledoce.

## Historia
Teledoce anunció formalmente el desarrollo del programa en diciembre de 2023, tras tres exitosas temporadas de ¿Quién es la máscara?. Asimismo, lanzó el proceso de casting.
En febrero de 2024 se anunciaron a los jueces y asesores del programaː la actriz, modelo y conductora Annasofía Facello; la presentadora y comediante Manuela da Silveira; la modelo y bailarina Pampita; y el coreógrafo y gestor cultural Martín Inthamoussú.Asimismo, se confirmó que Lucía Rodríguez Cabrera sería la presentadora del ciclo.
A inicios de abril de 2024 se anunció, mediante las redes sociales del programa, el estreno para el día lunes 8 en horario central. La primera temporada concluyó el 10 de junio.

## Mecánica

### Formato
A un artista invitado y un concursante se le presenta un grupo de siete "cantantes misteriosos", y deberán eliminar a los "impostores" sin siquiera escucharlos cantar, con la ayuda de pistas y un panel de celebridades en el transcurso de varias rondas. Al final del juego, el último cantante misterioso que queda se revela como bueno o malo mediante un dueto entre ellos y uno de los artistas invitados.